# George Emil Palade
George Emil Palade (ur. 19 listopada 1912 w Jassach, zm. 7 października 2008 w Del Mar) – amerykański cytolog pochodzenia rumuńskiego. W 1974 otrzymał Nagrodę Nobla w dziedzinie fizjologii lub medycyny.

## Życiorys
Jego ojciec, Emil Palade, był profesorem filozofii, zaś matka, Constanta Cantemir-Palade, pracowała jako nauczycielka. W 1930 George Palade rozpoczął studia w Szkole Medycyny Uniwersytetu Bukareszteńskiego, mimo iż jego ojciec liczył, że zainteresuje się filozofią. Podczas studiów bardziej niż praktyka lekarska interesowały go naukowe aspekty biochemii, dlatego rozpoczął pracę w pracowni anatomii, kierowanej przez profesora Francisca Rainera. Studia ukończył w 1940, jego praca dyplomowa dotyczyła nefronów delfina zwyczajnego, pod kątem przystosowania ssaka do życia w morzu. 
Przez krótki okres pracował jako lekarz internista, ale zdecydował się na powrót do pracy naukowej. W czasie II wojny światowej służył w korpusie medycznym przy armii rumuńskiej. Po wojnie, za namową Grigore'a Popy, zdecydował się na wyjazd do Stanów Zjednoczonych na staż podoktorski.  
Początkowo podjął pracę na Uniwersytecie Nowojorskim, po kilku miesiącach przeniósł się do Instytutu Rockefellera, gdzie przyłączył się go grupy badawczej Alberta Claude'a. Claude i jego współpracownicy podejmowali wówczas próby wykorzystania mikroskopów elektronowych do badań komórek zwierzęcych. Badania te pozwoliły między innymi na odkrycie rybosomów, oraz pomogły wyjaśnić mechanizmy transportu białek w komórkach. Współpracował z Keithem Porterem, który odkrył siateczkę śródplazmatyczną. W 1970 Claude, Palade i Potter otrzymali za te odkrycia  Louisa Gross Horwitz Prize. W 1974 Palade, Claude i Christian de Duve zostali laureatami nagrody Nobla w dziedzinie fizjologii lub medycyny za ich odkrycia dotyczące strukturalnej i funkcjonalnej organizacji komórki.
W 1973 Palade przeniósł się na Uniwersytet Yale, gdzie został profesorem nowo utworzonego zakładu biologii komórki. W 1990 został dziekanem do spraw naukowych w Szkole Medycyny Uniwersytet Kalifornijskiego w San Diego. W 2001 przeszedł na emeryturę. 
Był dwukrotnie żonaty (jego pierwsza żona Irina Malaxa zmarła w 1969). W 1970 ożenił się z Marilyn Farquhar, również specjalistką w dziedzinie biologii komórki.  
Zmarł w swoim domu, w wyniku powikłań choroby Parkinsona.

## Wyróżnienia i nagrody
- Albert Lasker Award for Basic Medical Research (1966)
- Gairdner Foundation International Award (1967)
- Louisa Gross Horwitz Prize (1970)
- Nagroda Nobla w dziedzinie fizjologii lub medycyny (1974)
- National Medal of Science (1986)

## Źródła
- Nobel laureate was a 'father of cell biology', Los Angeles Times, 10 października 2008
- George E. Palade EM Slide Collection w serwisie internetowym Uniwersytetu Yale
- George Palade, Nobel Winner for Work Inspiring Modern Cell Biology, Dies at 95, New York Times, 9 października 2008
- Nota autobiograficzna na stronie nobelprize.org,